# Бадлай ібн Са'ад ад-Дін
Бадлай ібн Са'ад ад-Дін (*араб. بادلاي بن سعد الدين; д/н — 1445) — 4-й султан Адалу у 1433—1445 роках. Відомий також як Ахмад ад-Дін Бадлай та Шихаб ад-Дін Ахмад Бадлай. Мав прізвисько «Арве-Бадлай» («Бадлай-Звір»).

## Життєпис
Походив з династії Валашма. Син Са'ад ад-Діна II, султана Іфату. 1403 року після поразки батька у війні з Ефіопією та падіння столиці Сайла разом з братами втік до Ємену. Тут вони отримали прихисток, а потім військову допомогу від Ахмада ан-Насіра, еміра держави Расулідів.
1415 році спільно з братами висадився на узбережжі Адалу, де його брата Сабр ад-Діна було оголошено султаном. Його діяльність за наступних султанів, що були його братами, невідома.
1433 року внаслідок змови загинув султан Джамал ад-Дін II. Зумів перемогти змовників, яких стратив. Внаслідок цього став султаном. Переніс столицю до Даккару.
Скористався склабкість ефіопських негусів, зумівши захопити області Бале. У 1443 році вдерся до провінції даваро, яку пограбував. Втім наступний похід проти Даваро виявився невдалим, оскільки у битві біля Гоміті султан зазнав поразки від негуса Зари Якоба, де загинув. За свідченням ефіопських джерел негус наказав розрізав тіло Бадлая на шматки і відправив частини в різні частини Ефіопії.
Трон Адалу отримав син загиблого Мухаммад.